# Тевиот (водопад)
Тевиот (англ. Teviot Falls) — водопад в Квинсленде, Австралия.
Тевиот находится в юго-восточной части штата, недалеко от границы с Новым Южным Уэльсом. Образован небольшой рекой Тевиот-Брук, протекающей через горный хребет Мак-Ферсон. Высота Тевиота составляет 38 метров. Благодаря расположению в 20 метрах от дороги, Тевиот часто посещается туристами.